# Coppa del Brasile 2011
La Coppa del Brasile 2011 (ufficialmente in portoghese Copa do Brasil 2011) è stata la 23ª edizione della Coppa del Brasile.

## Formula
Partite a eliminazione diretta con gare di andata e ritorno. In caso di pareggio nei tempi regolamentari, passa la squadra che ha realizzato il maggior numero di gol fuori casa. Nel caso non sia possibile determinare un vincitore con la regola dei gol fuori casa, sono previsti i tiri di rigore.
Nei primi due turni (primo turno e sedicesimi di finale) se la squadra che gioca la prima partita in trasferta vince con 2 o più gol di scarto, è automaticamente qualificata al turno successivo senza dover disputare la gara di ritorno.

## Partecipanti
54 squadre ammesse tramite piazzamenti nelle competizioni statali, 10 tramite Ranking CBF.
Grêmio (1° nel Ranking CBF 2010 e vincitore del Campionato Gaúcho 2010), Corinthians (2°), Internacional (8°), Cruzeiro (9°), Santos (10°, vincitore del Campionato Paulista 2010 e detentore del trofeo) e Fluminense (11°) esclusi per la partecipazione alla Coppa Libertadores 2011.

### Competizioni statali
Squadre ammesse per il miglior piazzamento nei campionati o nelle coppe statali:
| Stato               | Squadra (Città)                       | Motivo qualificazione                                  |
| ------------------- | ------------------------------------- | ------------------------------------------------------ |
| Acre                | Rio Branco-AC (Rio Branco)            | Vincitore del Campionato Acreano 2010                  |
| Alagoas             | Murici (Murici)                       | Vincitore del Campionato Alagoano 2010                 |
| Alagoas             | ASA (Arapiraca)                       | 2° nel Campionato Alagoano 2010                        |
| Amapá               | Trem (Macapá)                         | Vincitore del Campionato Amapaense 2010                |
| Amazonas            | Penarol-AM (Itacoatiara)              | Vincitore del Campionato Amazonense 2010               |
| Amazonas            | Fast Clube (Manaus)                   | 2° nel Campionato Amazonense 2010                      |
| Bahia               | Vitória (Salvador)                    | Vincitore del Campionato Baiano 2010                   |
| Bahia               | Bahia (Salvador)                      | 2° nel Campionato Baiano 2010                          |
| Ceará               | Fortaleza (Fortaleza)                 | Vincitore del Campionato Cearense 2010                 |
| Ceará               | Horizonte (Horizonte)                 | Vincitore della Copa Fares Lopes 2010                  |
| Distretto Federale  | Ceilândia (Ceilândia)                 | Vincitore del Campionato Brasiliense 2010              |
| Distretto Federale  | Brasiliense (Taguatinga)              | 2° nel Campionato Brasiliense 2010                     |
| Espírito Santo      | Rio Branco-ES (Vitória)               | Vincitore del Campionato Capixaba 2010                 |
| Espírito Santo      | Vitória-ES (Vitória)                  | Vincitore della Copa Espírito Santo 2010               |
| Goiás               | Atl. Goianiense (Goiânia)             | Vincitore del Campionato Goiano 2010                   |
| Goiás               | Santa Helena (Santa Helena de Goiás)  | 2° nel Campionato Goiano 2010                          |
| Maranhão            | Sampaio Corrêa (São Luís)             | Vincitore del Campionato Maranhense 2010               |
| Maranhão            | IAPE (São Luís)                       | Vincitore della Copa União 2010                        |
| Mato Grosso         | União Rondonópolis (Rondonópolis)     | Vincitore del Campionato Matogrossense 2010            |
| Mato Grosso         | Cuiabá (Cuiabá)                       | Vincitore della Copa Governador de Mato Grosso 2010    |
| Mato Grosso do Sul  | Comercial-MS (Campo Grande)           | Vincitore del Campionato Sul-Matogrossense 2010        |
| Mato Grosso do Sul  | Naviraiense (Naviraí)                 | 2° nel Campionato Sul-Matogrossense 2010               |
| Minas Gerais        | Atlético Mineiro (Belo Horizonte)     | Vincitore del Campionato Mineiro 2010                  |
| Minas Gerais        | Ipatinga (Ipatinga)                   | 2° nel Campionato Mineiro 2010                         |
| Minas Gerais        | Uberaba (Uberaba)                     | Vincitore della Taça Minas Gerais 2010                 |
| Pará                | Paysandu (Belém)                      | Vincitore del Campionato Paraense 2010                 |
| Pará                | Águia de Marabá (Marabá)              | 2° nel Campionato Paraense 2010                        |
| Paraíba             | Treze (Campina Grande)                | Vincitore del Campionato Paraibano 2010                |
| Paraíba             | Botafogo-PB (João Pessoa)             | Vincitore della Copa Paraíba 2010                      |
| Paraná              | Coritiba (Curitiba)                   | Vincitore del Campionato Paranaense 2010               |
| Paraná              | Athl. Paranaense (Curitiba)           | 2° nel Campionato Paranaense 2010                      |
| Paraná              | Iraty (Irati)                         | 3° nel Campionato Paranaense 2010                      |
| Pernambuco          | Sport Recife (Recife)                 | Vincitore del Campionato Pernambucano 2010             |
| Pernambuco          | Náutico (Recife)                      | 2° nel Campionato Pernambucano 2010                    |
| Piauí               | Comercial-PI (Campo Maior)            | Vincitore del Campionato Piauiense 2010                |
| Piauí               | Barras (Barras)                       | 2° nella Copa Piauí 2010                               |
| Rio de Janeiro      | Botafogo (Rio de Janeiro)             | Vincitore del Campionato Carioca 2010                  |
| Rio de Janeiro      | Flamengo (Rio de Janeiro)             | 2° nel Campionato Carioca 2010                         |
| Rio de Janeiro      | Bangu (Rio de Janeiro)                | 2° nella Copa Rio 2010                                 |
| Rio Grande do Norte | ABC (Natal)                           | Vincitore del Campionato Potiguar 2010                 |
| Rio Grande do Norte | Corintians (Caicó)                    | 2° nel Campionato Potiguar 2010                        |
| Rio Grande do Sul   | Caxias (Caxias do Sul)                | 3° nel Campionato Gaúcho 2010                          |
| Rio Grande do Sul   | São José-RS (Porto Alegre)            | 4° nel Campionato Gaúcho 2010                          |
| Rio Grande do Sul   | Ypiranga-RS (Erechim)                 | 2° nella Copa FGF 2009                                 |
| Rondônia            | Vilhena (Vilhena)                     | Vincitore del Campionato Rondoniense 2010              |
| Roraima             | Baré (Boa Vista)                      | Vincitore del Campionato Roraimense 2010               |
| San Paolo           | Santo André (Santo André)             | 2° nel Campionato Paulista 2010                        |
| San Paolo           | Grêmio Prudente (Presidente Prudente) | 3° nel Campionato Paulista 2010                        |
| San Paolo           | Paulista (Jundiaí)                    | Vincitore della Copa Paulista 2010                     |
| Santa Catarina      | Avaí (Florianópolis)                  | Vincitore del Campionato Catarinense 2010              |
| Santa Catarina      | Brusque (Brusque)                     | Vincitore della Copa Santa Catarina 2010               |
| Sergipe             | River Plate-SE (Carmópolis)           | Vincitore del Campionato Sergipano 2010                |
| Sergipe             | São Domingos (São Domingos)           | Vincitore della Copa Governo do Estado de Sergipe 2010 |
| Tocantins           | Gurupi (Gurupi)                       | Vincitore del Campionato Tocantinense 2010             |

### Ranking
Squadre ammesse per il miglior piazzamento nel Ranking CBF 2010:
| Pos | Squadra       | Città          | Stato          |
| --- | ------------- | -------------- | -------------- |
| 4   | Vasco da Gama | Rio de Janeiro | Rio de Janeiro |
| 5   | San Paolo     | San Paolo      | San Paolo      |
| 7   | Palmeiras     | San Paolo      | San Paolo      |
| 13  | Goiás         | Goiânia        | Goiás          |
| 14  | Guarani       | Campinas       | San Paolo      |
| 17  | Portuguesa    | San Paolo      | San Paolo      |
| 22  | Santa Cruz    | Recife         | Pernambuco     |
| 23  | Paraná        | Curitiba       | Paraná         |
| 24  | Ceará         | Fortaleza      | Ceará          |
| 25  | Ponte Preta   | Campinas       | San Paolo      |

## Risultati

### Primo turno
Andata 16, 23 e 24 febbraio 2011, ritorno 23, 24 febbraio, 2 e 3 marzo 2011.
| Squadra 1          | Totale      | Squadra 2        | Andata | Ritorno |
| ------------------ | ----------- | ---------------- | ------ | ------- |
| Murici             | 0-3         | Flamengo         | 0-3    | -       |
| Fast Clube         | 3-4         | Fortaleza        | 2-0    | 1-4     |
| União Rondonópolis | 4-4 gfc     | Guarani          | 4-4    | 0-0     |
| Horizonte          | 6-4         | ASA              | 3-1    | 3-3     |
| IAPE               | 3-11        | Atlético Mineiro | 2-3    | 1-8     |
| Iraty              | 3-4         | Grêmio Prudente  | 3-1    | 0-3     |
| Cuiabá             | 0-2         | Ceará            | 0-2    | -       |
| Águia de Marabá    | 1-3         | Brasiliense      | 1-1    | 0-2     |
| Botafogo-PB        | 3-1         | Vitória          | 3-1    | 0-0     |
| Ceilândia          | 0-5         | Caxias           | 0-5    | -       |
| Ypiranga-RS        | 0-3         | Coritiba         | 0-1    | 0-2     |
| Brusque            | 3-3 gfc     | Atl. Goianiense  | 3-2    | 0-1     |
| Comercial-PI       | 2-7         | Palmeiras        | 1-2    | 1-5     |
| Santa Helena       | 1-3         | Uberaba          | 1-3    | -       |
| Sampaio Corrêa     | gfc 2-2     | Sport Recife     | 0-0    | 2-2     |
| Naviraiense        | 1-3         | Santo André      | 1-2    | 0-1     |
| Comercial-MS       | 1-6         | Vasco da Gama    | 1-6    | -       |
| Barras             | 2-3         | ABC              | 1-1    | 1-2     |
| Bangu              | 3-2         | Portuguesa       | 3-1    | 0-1     |
| Trem               | 2-7         | Náutico          | 2-1    | 0-6     |
| Rio Branco-AC      | 3-4         | Athl. Paranaense | 2-1    | 1-3     |
| São José-RS        | 1-3         | Paulista         | 1-0    | 0-3     |
| São Domingos       | 1-5         | Bahia            | 0-0    | 1-5     |
| Penarol-AM         | 4-5         | Paysandu         | 2-3    | 2-2     |
| River Plate-SE     | 1-1 1-4 dcr | Botafogo         | 1-0    | 0-1     |
| Gurupi             | 1-4         | Paraná           | 1-1    | 0-3     |
| Vilhena            | 0-3         | Avaí             | 0-3    | -       |
| Rio Branco-ES      | 0-4         | Ipatinga         | 0-1    | 0-3     |
| Treze              | 0-3         | San Paolo        | 0-3    | -       |
| Corintians         | 1-4         | Santa Cruz       | 1-4    | -       |
| Vitória-ES         | 1-4         | Goiás            | 1-4    | -       |
| Baré               | 0-1         | Ponte Preta      | 0-1    | -       |

### Sedicesimi di finale
Andata 16, 17, 30 e 31 marzo 2011, ritorno 30, 31 marzo e 6 aprile 2011.
| Squadra 1       | Totale  | Squadra 2        | Andata | Ritorno |
| --------------- | ------- | ---------------- | ------ | ------- |
| Fortaleza       | 0-3     | Flamengo         | 0-3    | -       |
| Horizonte       | gfc 3-3 | Guarani          | 1-1    | 2-2     |
| Grêmio Prudente | 2-1     | Atlético Mineiro | 2-1    | 0-0     |
| Brasiliense     | 1-2     | Ceará            | 0-0    | 1-2     |
| Botafogo-PB     | 1-4     | Caxias           | 0-1    | 1-3     |
| Atl. Goianiense | 2-5     | Coritiba         | 1-2    | 1-3     |
| Uberaba         | 0-4     | Palmeiras        | 0-4    | -       |
| Sampaio Corrêa  | 3-3 gfc | Santo André      | 3-2    | 0-1     |
| ABC             | 1-2     | Vasco da Gama    | 0-0    | 1-2     |
| Bangu           | 0-2     | Náutico          | 0-2    | -       |
| Paulista        | 0-2     | Athl. Paranaense | 0-2    | -       |
| Paysandu        | 1-2     | Bahia            | 0-0    | 1-2     |
| Paraná          | 1-5     | Botafogo         | 1-2    | 0-3     |
| Ipatinga        | 2-5     | Avaí             | 1-1    | 1-4     |
| Santa Cruz      | 1-2     | San Paolo        | 1-0    | 0-2     |
| Ponte Preta     | 0-3     | Goiás            | 0-3    | -       |

### Ottavi di finale
Andata 13, 14, 20 e 21 aprile 2011, ritorno 20, 21, 27 e 28 aprile 2011.
| Squadra 1   | Totale  | Squadra 2        | Andata | Ritorno |
| ----------- | ------- | ---------------- | ------ | ------- |
| Flamengo    | 4-1     | Horizonte        | 1-1    | 3-0     |
| Ceará       | 4-2     | Grêmio Prudente  | 2-1    | 2-1     |
| Coritiba    | 5-0     | Caxias           | 4-0    | 1-0     |
| Santo André | 1-3     | Palmeiras        | 1-2    | 0-1     |
| Náutico     | 0-3     | Vasco da Gama    | 0-3    | 0-0     |
| Bahia       | 1-6     | Athl. Paranaense | 1-1    | 0-5     |
| Botafogo    | 3-3 gfc | Avaí             | 2-2    | 1-1     |
| Goiás       | 0-2     | San Paolo        | 0-1    | 0-1     |

### Quarti di finale
Andata 4 e 5 maggio 2011, ritorno 11 e 12 maggio 2011.
| Squadra 1        | Totale  | Squadra 2     | Andata | Ritorno |
| ---------------- | ------- | ------------- | ------ | ------- |
| Flamengo         | 3-4     | Ceará         | 1-2    | 2-2     |
| Coritiba         | 6-2     | Palmeiras     | 6-0    | 0-2     |
| Athl. Paranaense | 3-3 gfc | Vasco da Gama | 2-2    | 1-1     |
| San Paolo        | 2-3     | Avaí          | 1-0    | 1-3     |

### Semifinali
Andata 18 maggio 2011, ritorno 25 maggio 2011.
| Squadra 1     | Totale | Squadra 2 | Andata | Ritorno |
| ------------- | ------ | --------- | ------ | ------- |
| Ceará         | 0-1    | Coritiba  | 0-0    | 0-1     |
| Vasco da Gama | 3-1    | Avaí      | 1-1    | 2-0     |

### Finale

#### Andata
| Arbitro: | Paulo César de Oliveira |

| |            | |
| Alecsandro 50’ | Marcatori  | |
| · Fernando Prass P · Allan D · Dedé D · Anderson Martins D · Márcio Careca D · Rômulo C · Eduardo Costa C · Felipe C · Fellipe Bastos C · Bernardo C · Diego Souza C · Alecsandro A · Élton A | Formazioni | · P Édson Bastos · D Jonas · D Emerson · D Demerson · D Lucas Mendes · C Willian · C Léo Gago · C Rafinha · C Davi · C Geraldo · A Anderson Aquino · C Marcos Paulo · A Bill · A Leonardo |
| Ricardo Gomes | Allenatori | Marcelo Oliveira |

#### Ritorno
| Arbitro: | Sálvio Fagundes |

| |            | |
| Bill 28’ Davi 44’ Willian 66’ | Marcatori  | 11’ Alecsandro 57’ Éder Luís |
| · Édson Bastos P · Jonas D · Demerson D · Emerson D · Lucas Mendes D · Eltinho D · Willian C · Léo Gago C · Marcos Aurélio A · Marcos Paulo C · Leonardo A · Rafinha C · Davi C · Bill A | Formazioni | · P Fernando Prass · D Allan · D Dedé · D Anderson Martins · D Ramon · C Rômulo · C Eduardo Costa · C Felipe · C Jumar · C Diego Souza · C Bernardo · A Éder Luís · A Alecsandro |
| Marcelo Oliveira | Allenatori | Ricardo Gomes |

Vasco da Gama vincitore della Coppa del Brasile 2011 e qualificato per la Coppa Libertadores 2012.

## Classifica marcatori
| Pos. | Giocatore       | Squadra          | Gol |
| ---- | --------------- | ---------------- | --- |
| 1    | Adriano         | Palmeiras        | 5   |
| 1    | Alecsandro      | Vasco da Gama    | 5   |
| 1    | Kléber          | Palmeiras        | 5   |
| 1    | Rafael Coelho   | Avaí             | 5   |
| 1    | William         | Avaí             | 5   |
| 6    | Sebastián Abreu | Botafogo         | 4   |
| 6    | Anderson Aquino | Coritiba         | 4   |
| 6    | Bill            | Coritiba         | 4   |
| 6    | Dagoberto       | San Paolo        | 4   |
| 10   | Davi            | Coritiba         | 3   |
| 10   | Diego Souza     | Vasco da Gama    | 3   |
| 10   | Joffre Guerrón  | Athl. Paranaense | 3   |
| 10   | Lima            | Caxias           | 3   |
| 10   | Lucas           | Athl. Paranaense | 3   |
| 10   | Federico Nieto  | Athl. Paranaense | 3   |
| 10   | Paulo Baier     | Athl. Paranaense | 3   |
| 10   | Renan Oliveira  | Atlético Mineiro | 3   |
| 10   | Rony            | Sampaio Corrêa   | 3   |
| 10   | Wanderley       | Flamengo         | 3   |
| 10   | Washington      | Ceará            | 3   |